# Paradoxostoma normani
Paradoxostoma normani is een mosselkreeftjessoort uit de familie van de Paradoxostomatidae. De wetenschappelijke naam van de soort is voor het eerst geldig gepubliceerd in 1868 door Brady.